# Plymouth Road Runner
Der Plymouth Road Runner war ein Pkw-Modell des US-amerikanischen Chrysler-Konzerns, der unter der Marke Plymouth in den USA angeboten wurde. Auf Grund der Motorisierung wird das Modell zu den Muscle-Cars gezählt. Im Modelljahr 1970 gab es noch eine heckflügelbewehrte Hardtop-Variante unter dem Namen Plymouth Superbird.

## Geschichte
Früh im Jahre 1967 hatte ein Journalist der Zeitschrift Car and Driver die Idee, ein Fahrzeug zu bauen, das sich wesentlich von den bis dahin gebauten unterschied. Es sollte auf der Basis eines Coupés entwickelt werden, ausgestattet mit einem 440 Super Commando oder 426 Hemi-Motor (8-Zylinder-V-Motoren) als Standardmotorisierung, vorderer Sitzbank sowie sportlichen Rädern; jedoch ohne unnötige äußere Veränderungen wie Hood scoops (Lufteinlässen auf der Motorhaube), stripes (die bei den Muscle-Cars beliebten „Rallye-Streifen“) oder andere „Spielereien“. Mit seiner Idee wandte er sich an Plymouths Entwicklungsbüro, wo der Einfall zwar freundlich aufgenommen, aber nicht für rentabel gehalten wurde.
Nach diesem Gespräch wurde aber bei Plymouth weiter überlegt, wie man ein solches Modell mit einfacher, aber zweckmäßiger Ausstattung, das in erster Linie die 16–20 Jährigen ansprechen sollte, verwirklichen könnte.
Man entschied sich für die günstigste und leichteste Karosserievariante, das 2-door pillar coupe, also das Coupé mit B-Säule auf Basis des Plymouth Belvedere. Als Standardmotorisierung legte man den 383-4bbl-V8 fest (6,3 Liter mit Doppel-Registervergaser). Zur Leistungssteigerung wollte man ihm Zylinderköpfe und Ventile des 440-V8 (7,2 Liter) geben. Jedoch stellte sich im Nachhinein heraus, dass diese Modifikation lediglich 5 SAE-PS mehr ergab – was aber reichte, um dem Käufer einen Leistungszuwachs zu suggerieren.
Als die technischen Fragen geklärt waren, stellte sich die Frage, welchen Namen das neue Fahrzeug tragen sollte. Die Wahl fiel auf Road Runner (deutsch: Wegekuckuck), den Namen eines schnellen Laufvogels, der in den Wüsten der südwestlichen USA lebt. Auslöser für die Namensgebung war die amerikanische Zeichentrickserie Road Runner und Wile E. Coyote. Eines Nachmittags sah einer der Plymouth-Manager mit seinen Kindern im Fernsehen diese Serie und sah den Road Runner durch das Bild rasen. Von da an stand für ihn fest, dass „Road Runner“ der Name sein sollte. Als die Rechte bei den Warner Brothers für über $ 50.000 gekauft waren und man den Vogel auf den Autos abbilden durfte, suchte man nach einem weiteren Detail, das an die Cartoon-Figur erinnern sollte. Eines der Erkennungsmerkmale der Figur war das „Beep beep“, das der Vogel ertönen ließ. Also wurde eine alte Hupe des Militärs so modifiziert, dass sie diesen Klang wiedergab.

### Modelljahr 1968

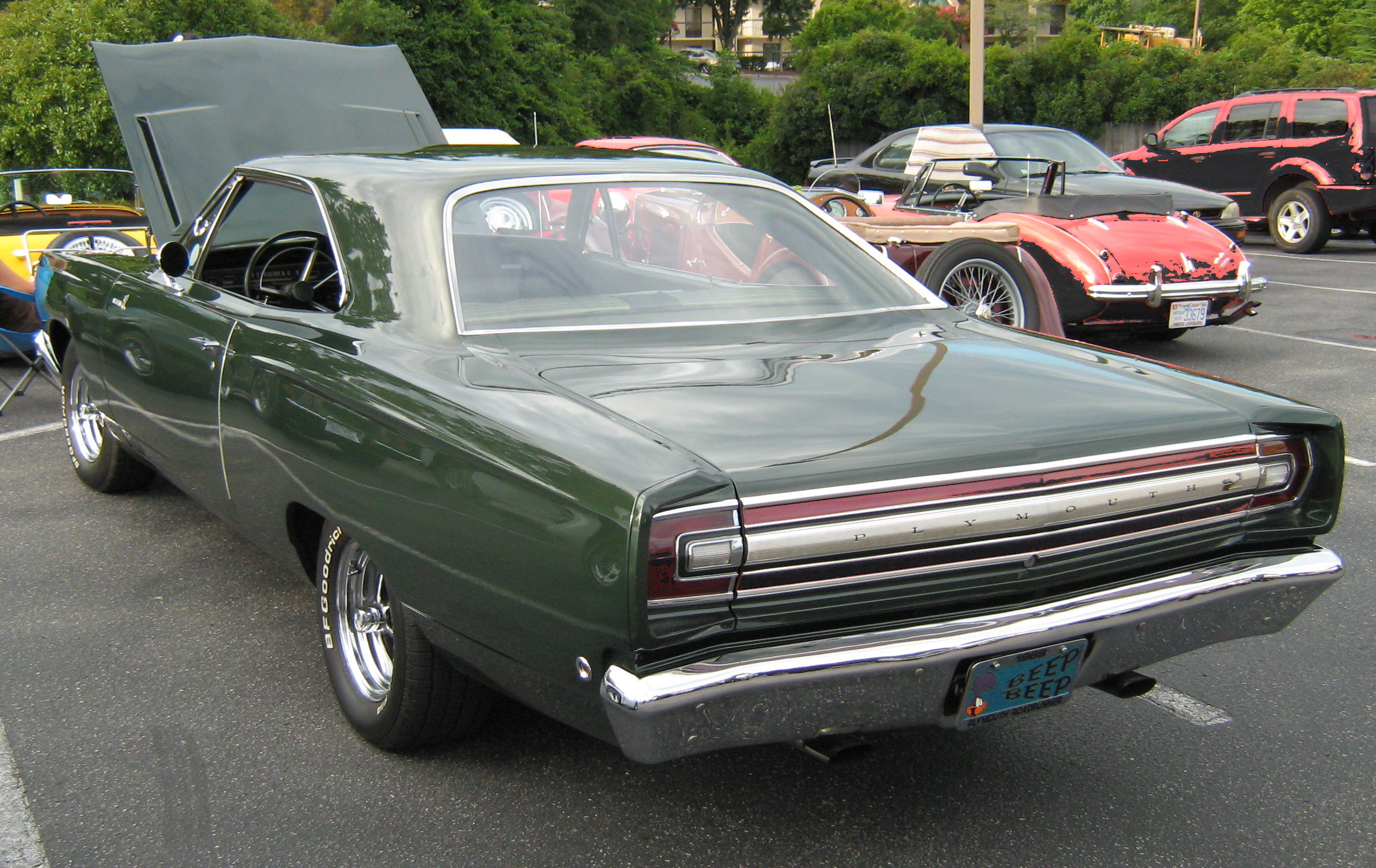
1968 Plymouth Road Runner

Im Herbst 1967 verließen die ersten Road Runner die Produktionsbänder. Sie basierten auf den neuen B-Body-Modellen und waren somit Schwestermodelle des Plymouth Belvedere, des Plymouth Satellite und des gleichfalls sportlichen, aber besser ausgestatteten und teureren Plymouth GTX. Gegen Aufpreis gab es für alle diese Modelle die Performance Hood-Option.
In diesem Jahr wurde die Cartoonfigur noch in schwarz-weiß auf dem Fahrzeug abgebildet, weil die Zeit für eine Ausführung in Farbe gefehlt hatte. Das änderte sich dann aber in den folgenden Jahren.
Nachdem es den Road Runner zunächst als B-Säulen-Coupé gegeben hatte, wurde dann nach einiger Zeit das Hardtop-Coupé (ohne B-Säule) eingeführt. Er basierte auf dem höher angesiedelten Plymouth Satellite. Einzelsitze waren jedoch noch nicht erhältlich, ebenso wenig eine Cabrioversion. Der Coupé hatte einen Listenpreis von 2870 USD, die Hardtop-Version kostete 3034 USD. Von ersterem wurden 29.240 Einheiten gebaut, vom zweiten 15.359.
Angetrieben wurde er von dem überarbeiteten 383-Motor mit 335 Brutto SAE-PS bei 5200 min−1 und 576 Nm (425 ft.lb.). Der Motor hatte eine Bohrung von 107,95 mm (4,25″) und einen Hub von 85,725 mm (3,375″). Die Standardbereifung bestand aus F70×14 auf 14×5½″-Felgen.

### Modelljahr 1969
1969 wurden die Cartoonfiguren Road Runner und Wile E. Coyote dann benutzt, um für die gesamte Plymouth-Palette Werbung zu machen.
In diesem Jahr kam zu Coupé (2945 USD) und Hardtop-Coupé (3083 USD) das Cabrio zum Listenpreis von 3313 USD hinzu; letzteres blieb mit 2128 Exemplaren eine Rarität. Vom Coupé wurden 33.743 Fahrzeuge verkauft, das Hardtop war beliebter und es entstanden 48.549 Stück. Die Motoren waren die gleichen wie im Vorjahr, d. h. ein serienmäßiger der 383 in³ (6,3 Liter) und als Option ein 426 in³ Hemi-Siebenliter mit 425 SAE-PS und, ab Frühjahr 1969, ein 7,2 Liter (440 in³) mit drei Doppelvergasern, der sogenannte 440 Six-Pack. Wenn man diese Motoren orderte, bekam der Wagen die Air Grabber Hood (Motorhaube mit einklappbarem Lufteinlass).
Das Fachblatt Motor Trend fand dieses Auto so überzeugend, dass es dem Road Runner 1969 die Auszeichnung Car of the year verlieh.

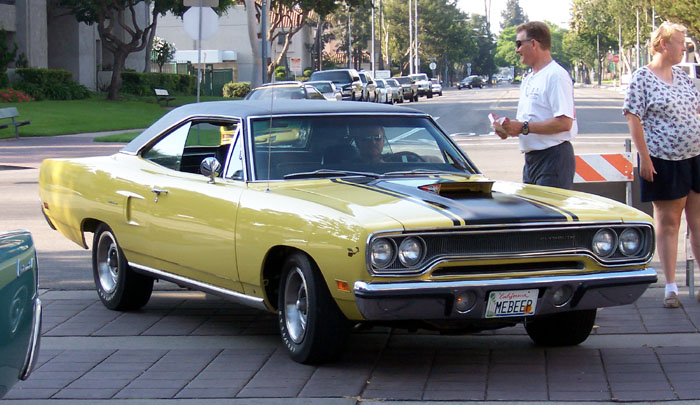
1970er Road Runner mit der „Air Grabber“-Motorhaube

### Modelljahr 1970 und Superbird

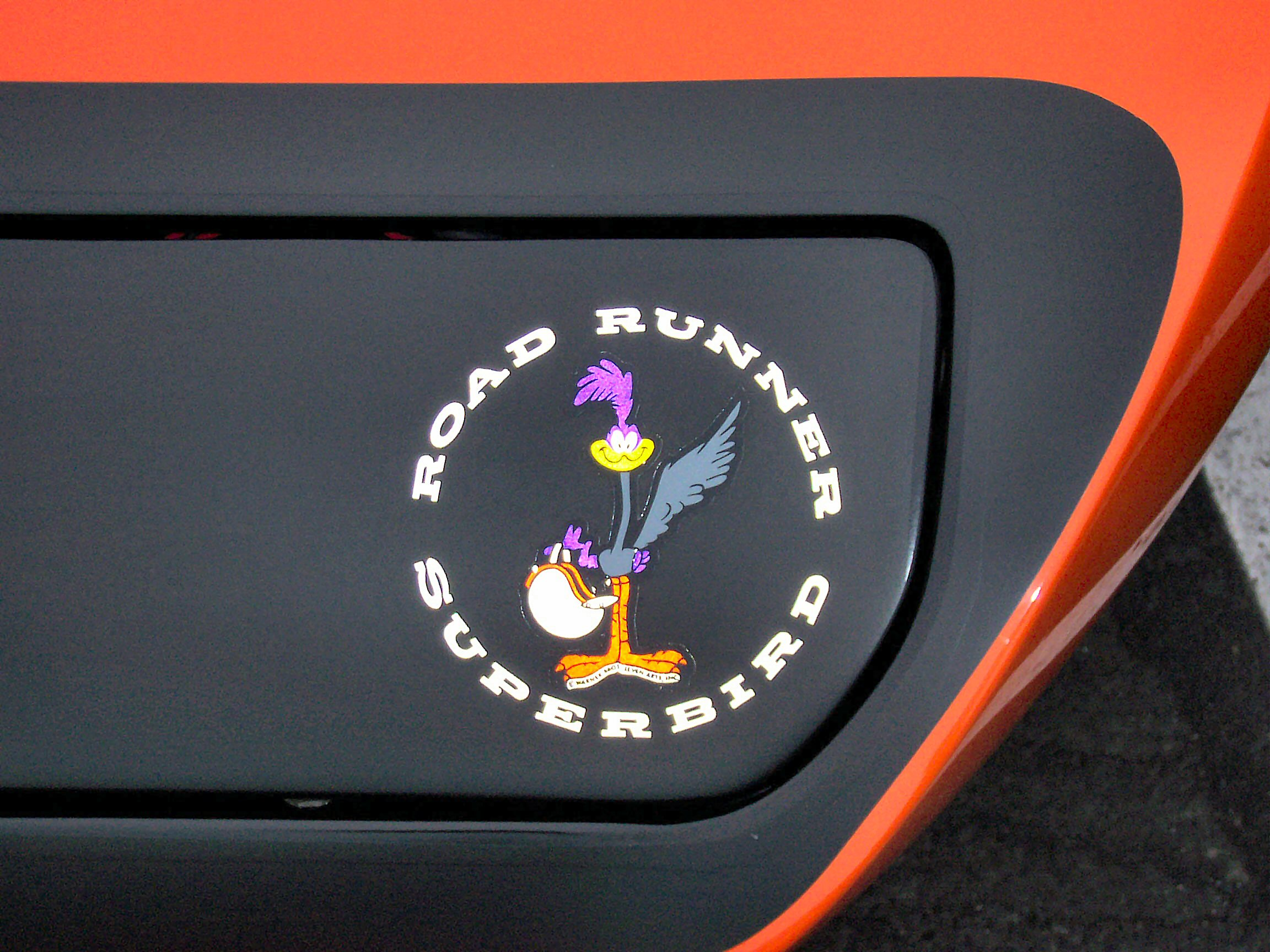
Superbird-Frontpartie mit der namensgebenden Zeichentrickfigur

1970 war dann das eigentlich letzte Jahr der Muscle Cars, denn Versicherungen liefen Sturm gegen die übermotorisierten Fahrzeuge, weshalb die offiziellen Leistungsangaben auch oft von den tatsächlichen Werten nach unten abwichen. Für den Standard-Road Runner wurde die Leistung noch immer mit 335 Brutto SAE-PS angegeben.

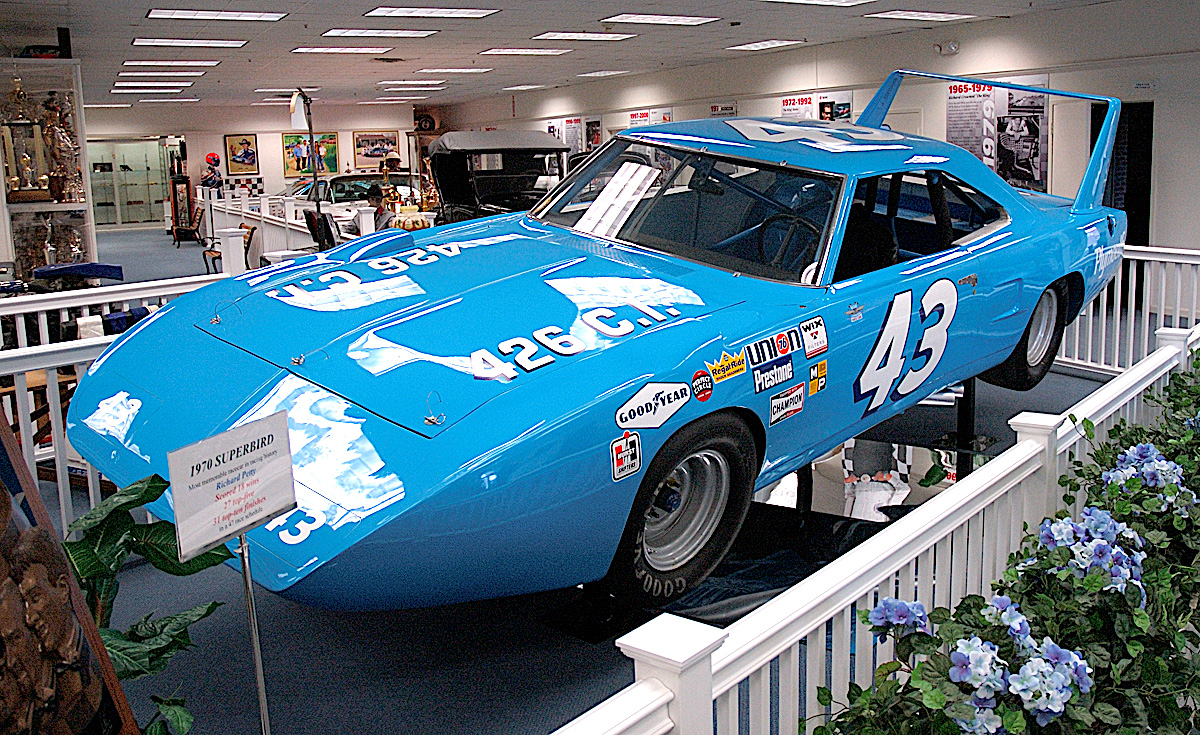
Der Superbird, mit dem Richard Petty die Saison 1970 bestritt

Um das 1970er Modell noch einmal aufzuwerten und weil der Motorsport es verlangte, verpflichtete man kurzerhand Rennfahrer Richard Petty, der auf einem für die NASCAR-Ovalrennen aerodynamisch günstiger gestalteten Road Runner bestand. Entsprechend dieser Vorgabe entstand der Plymouth Superbird als Schwestermodell zum ähnlichen Dodge Charger Daytona. Für den 7,2 Liter (440 in³) V8 wird im Superbird eine Leistung von 375 Brutto-SAE-PS bei 4400 min−1 genannt. Bohrung und Hub betragen 109,73 mm (4,32″) und 94,49 mm (3,75″), die Verdichtung 9,7 : 1. Der Motor war mit einem Carter AVS Doppel-Registervergaser 4737S bestückt.

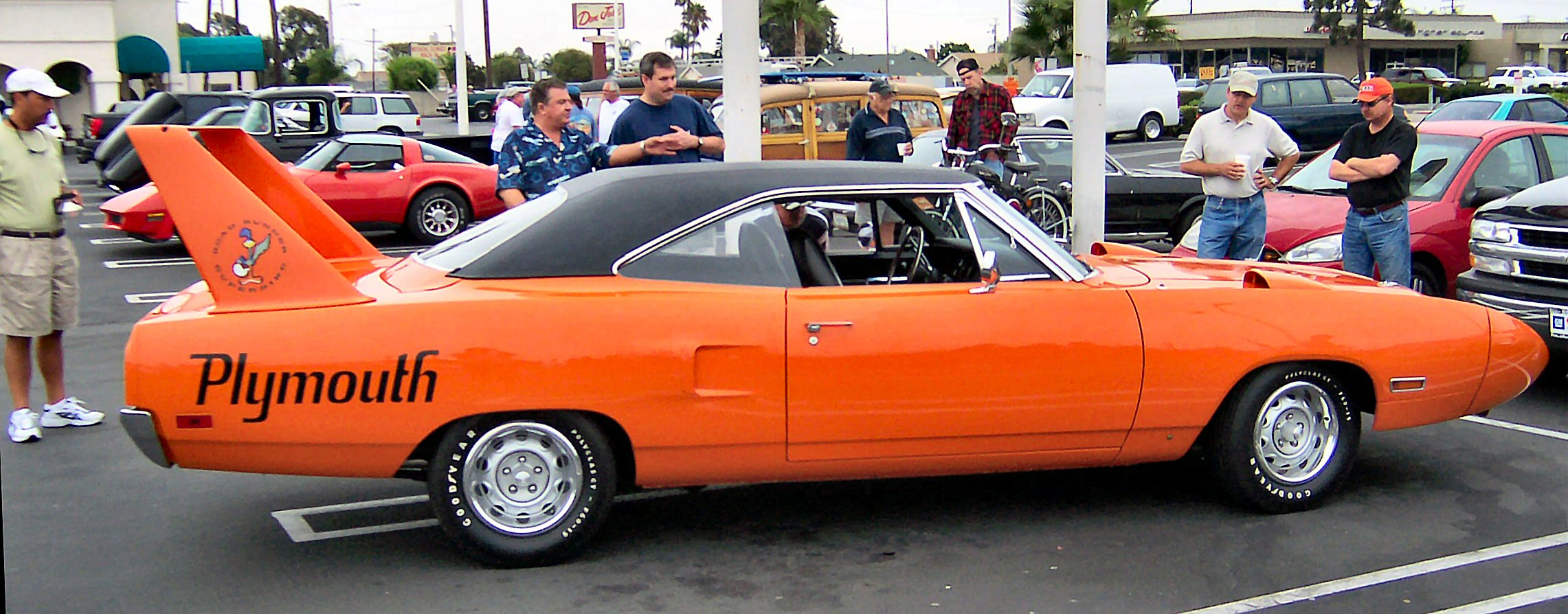
Superbird im bekannten „Hemi-orange“ und dem Maskottchen auf dem Heckspoiler

Mit einem riesigen Heckflügel und einer aerodynamischen, verlängerten und abgeflachten Front sollte dieser in der NASCAR-Rennserie den Erfolg bringen, der seinem Vorgänger Dodge Charger 500 verwehrt geblieben war. Dieses Ziel wurde erreicht, allerdings wurde der Superbird wenig später durch Regularien verboten. Im Animationsfilm Cars spielt dieses Fahrzeug eine Nebenrolle.
Das Coupé hatte einen Listenpreis von 2896 USD, das Hardtop von 3024 USD und das Cabriolet kostete 3289 USD. Für den Superbird verlangte Plymouth 4298 USD. Das Coupé verkauften sich 15.716, vom Hardtop 24.944 Stück und vom Cabrio 824. Den Superbird wählten 1920 Kunden.

### Modelljahr 1971
1971 war das letzte Jahr der großen Motorisierungen. Die Versicherungen weigerten sich endgültig, diese Fahrzeuge zu versichern. Die Motoren im Chrysler-Konzern wurden mit Superbenzin betrieben, während GM und Ford sämtliche Maschinen auf Normalbenzin umstellten, und mussten keine oder geringe Leistungsverluste im Vergleich zum Vorjahr hinnehmen.
Die Plymouth-Mittelklassemodelle, darunter der Road Runner, erhielten komplett neue, weichere und rundere Karosserien, die sich stilistisch stark von der Kantigkeit der Modelle 1968–1970 abhoben. Der Road Runner war nur noch als Hardtop-Coupé bestellbar und wurde 14.218 mal gefertigt.

### Modelljahre 1972–1974

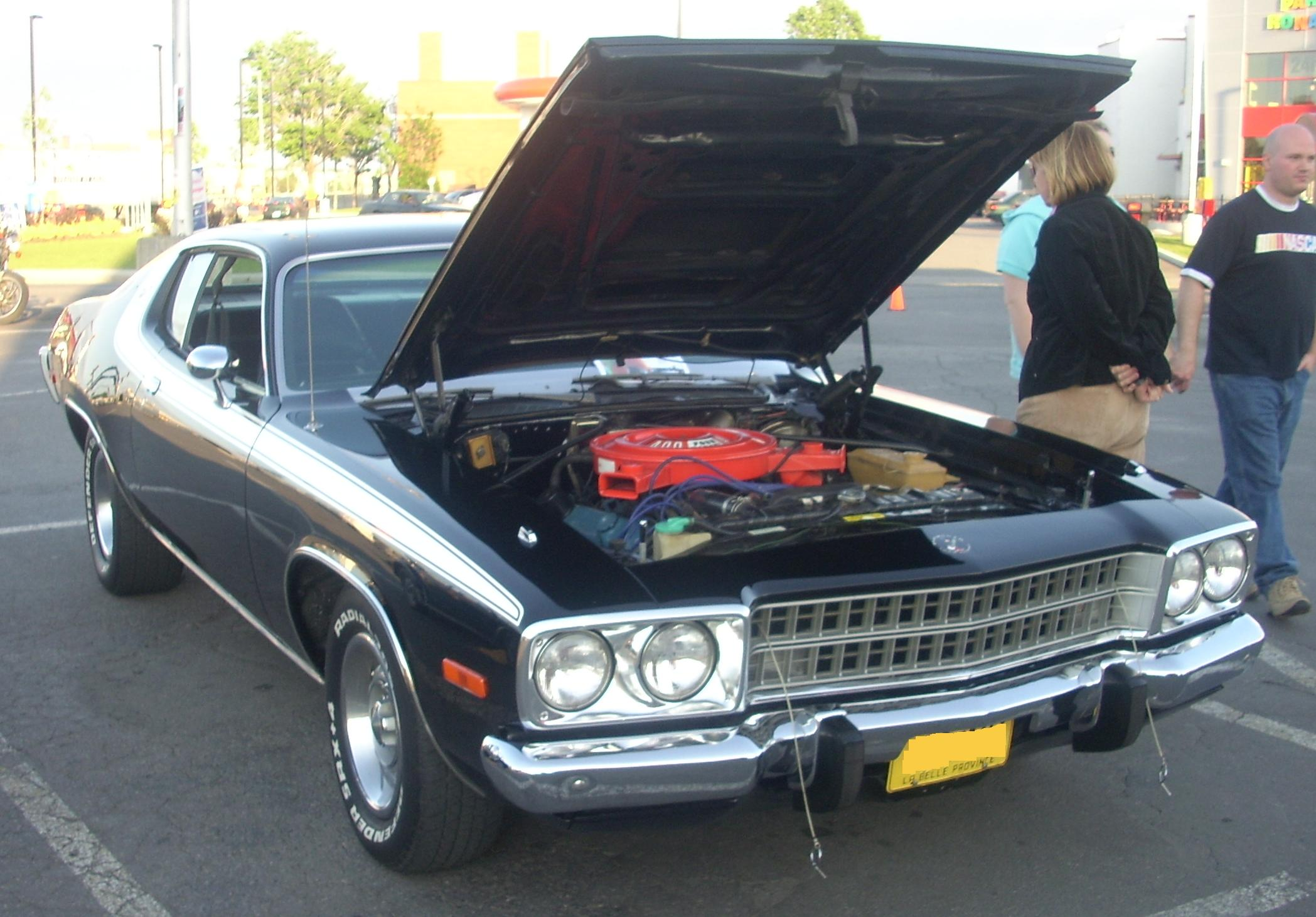
1974 Plymouth Road Runner

1972 wurde der Road Runner in der „besten“ Ausstattung mit 250 Netto SAE-PS angeboten. Das Umweltbewusstsein war gestiegen und das Benzin für US-Verhältnisse teuer. Den 426 Hemi gab es nicht mehr, mit dem 440 Six-Pack entstanden eine Handvoll Exemplare. In dieser Form wurde der Road Runner mit den üblichen jährlichen Detailänderungen bis 1974 insgesamt 38.239 mal gebaut.

### Modelljahr 1975
1975 basierte der Road Runner auf der neu eingeführten zweitürigen Version des Plymouth Fury. Das Auto war eine geringfügig weiterentwickelte Version des 1971 vorgestellten Plymouth Satellite und nutzte wie dieser Chryslers bekannte B-Plattform. Sein Preis betrug 3973 USD, es wurden 7183 Stück gefertigt.

### Modelljahr 1976
Ab 1976 war der Road Runner eine Ausstattungsvariante des neuen Plymouth Volare, der den Plymouth Valiant ersetzte. 1976 bestand das Road Runner-Paket aus einem 5,2-Liter-V8 mit 152 Netto SAE-PS (auf Wunsch 5,9 Liter mit 172 Netto SAE-PS), Sportfahrwerk, Dreiganggetriebe mit Mittelschaltung und sportlicher Innenausstattung. Im Modelljahr 1976 entstanden etwa 7300 Road Runner.

### Modelljahr 1977
Das Road Runner-Paket umfasste unter anderem Zierstreifen, Rally-Stahlräder, Sportfahrwerk, schwarzen Kühlergrill und die charakteristische „Beep-Beep“-Hupe. 6975 Exemplare liefen vom Band. Dazu gab es neue, namentlich an den Road Runner angelehnte „Fun Runner“-Ausstattungspakete in Gestalt des Sun Runner (mit Schiebedach) und des Front Runner, der in Orange und mit auffälligen Zierstreifen beklebt war. Für alle Volare gab es gegen Aufpreis T-Roof (herausnehmbare Dachhälften) und Schiebedach. Der Road Runner wurde angetrieben vom 5,2 Liter (318 in³) mit 147 oder vom 5,9 Liter mit Doppelregistervergaser und 177 SAE-PS.

### Modelljahr 1978

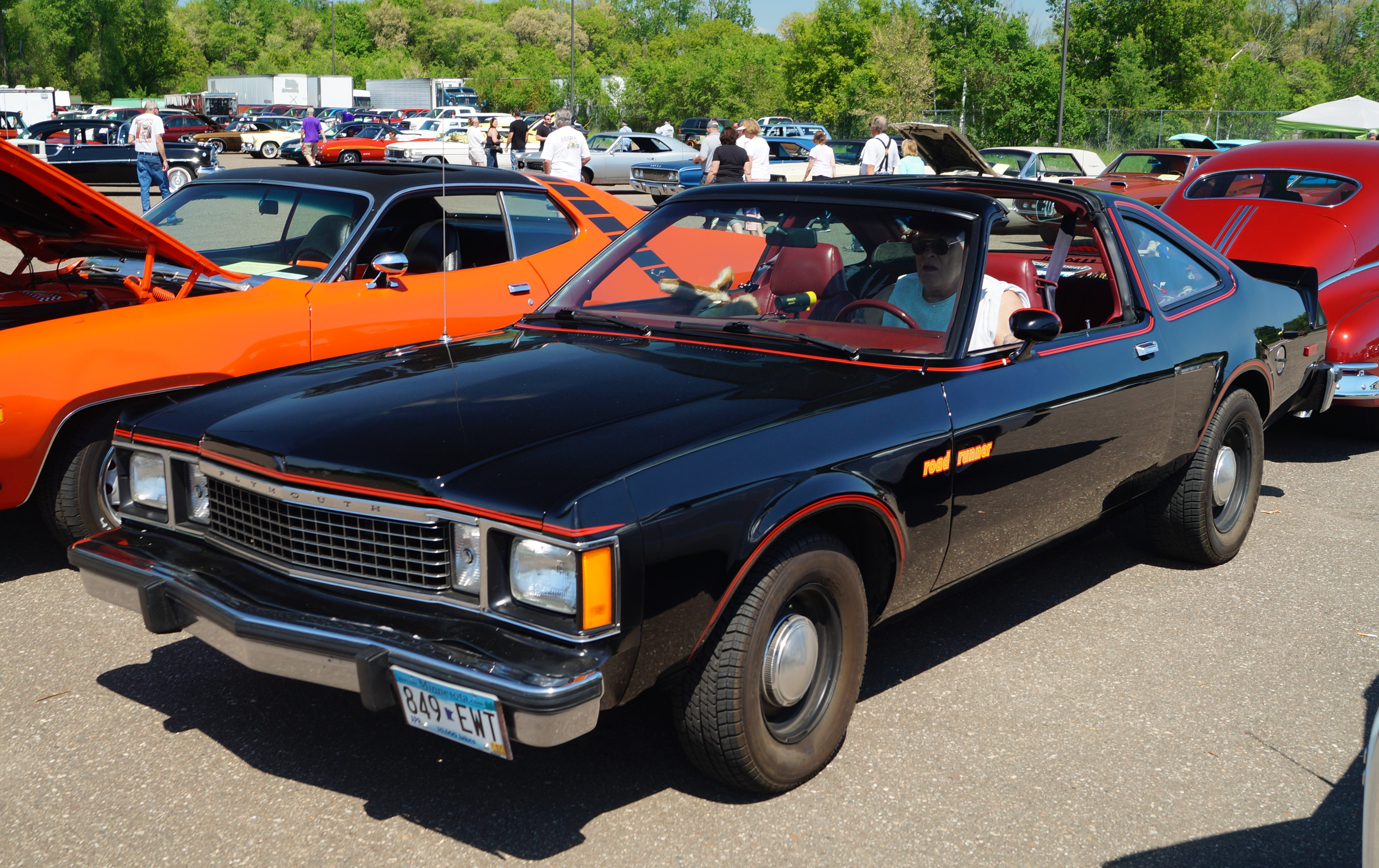
1980 Plymouth Volare Roadrunner

Geringfügige Änderungen am Road Runner, 5,2 Liter jetzt mit 142 statt 147 SAE-PS.

### Modelljahr 1979
Keine größeren Änderungen, der 5,2 Liter leistete jetzt noch 137 SAE-PS, dafür erstarkte der 5,9 Liter mit Doppelregistervergaser auf 198 SAE-PS. 1122 Volare-Coupés erhielten das Road Runner-Paket.

### Modelljahr 1980
Letztes Jahr für den Road Runner, daher keine weiteren Änderungen mehr. Es liefen 496 Stück vom Band. Mit dem Produktionsende des Volare im Sommer 1980 verschwand der Road Runner aus dem Plymouth-Programm.